# Бальдонедо, Эмилио
Эмилио Бальдонедо (исп. Emilio Baldonedo; 23 июня 1916, Буэнос-Айрес — 31 мая 1999, Буэнос-Айрес) — аргентинский футболист, правый нападающий. После завершения игровой карьеры работал тренером. Бальдонедо — лучший бомбардир сборной Аргентины в матчах против сборной Бразилии — 7 голов.

## Карьера
Эмилио Бальдонедо родился в Буэнос-Айресе, в районе Боэдо. Его дом находился на расстоянии всего нескольких кварталов от стадиона Гасометро. Он начал играть в молодёжной команде клуба «Спортиво Альсина», откуда перешёл в молодёжку «Уракана». 2 июня 1935 года Бальдонедо дебютировал в основном составе команды в матче с «Велес Сарсфилд» (1:1), а спустя два месяца, 11 августа, забил первый мяч за клуб, поразив ворота «Кильмеса». В первом сезоне Эмилио забил за клуб 6 голов, а во втором его статистика ощутимо выросла: он 17 раз поражал ворота соперников. Наибольшее удачно складывалась его связка с Эрминио Масантонио, которая в 1941 году превратилась в треугольник, с приходом в клуб Норберто Мендеса. Бальдонедо провёл за «Уракан» 257 матчей и забил 165 голов, что является вторым результатом в истории клуба.
Уйдя из «Уракана», Бальдонедо перешёл в «Ньюэллс Олд Бойз», за который провёл 5 матчей. Причиной ухода стал конфликт с президентом «Уракана» Томасом Дуко, которого Эмилио обвинил в том, что из-за него форвард не участвовал в двух чемпионатах Южной Америки. Он дебютировал в составе команды 20 мая против «Эстудиантеса» (2:1), а последний, пятый матч, провёл против клуба «Феррокарриль Оэсте» (2:4).Затем он переехал в Мексику в «Монтеррей», где дебютировал 18 ноября 1945 года, а уже во втором своём матче против «Астуриаса» он сделал хет-трик, хотя его клуб и проиграл 5:6. В «Монтеррее» Бальдонедо находился год, сыграв в 26 матчах и забив 20 голов, а последним клубом в карьере Эмилио стала «Пуэбла», где он забил 16 мячей в 25 встречах. При этом в свой последний сезон в футболе, форвард стал лучшим бомбардиром «Пуэблы» в сезоне с 16 голами
В составе сборной Аргентины Бальдонедо дебютировал 18 февраля 1940 года в матче Кубка Рока с Бразилией; встреча закончилась вничью 2:2, а Эмилио забил один из мячей аргентинцев. В ответной встрече Аргентина победила 3:0 и Бальдонедо вновь забил. Затем был второй розыгрыш Кубка Рока, который проходил в Буэнос-Айресе, и там в трёх матчах Эмилио отличался в каждом, забив 5 голов. В результате форвард забил в ворота Бразилии 7 голов, рекорд в аргентино-бразильском противостоянии, побитый лишь Леонидасом в 1945 и Пеле в 1970 годах. Последний матч за сборную страны Бальдонедо провёл против Уругвая.
После завершения игровой карьеры Бальдонедо работал тренером. Первый его клубом стал «Уракан», где он недолго проработал сразу после завершения игровой карьеры. Затем он тренировал «Банфилд». Клуб под его руководством был соответственно десятым в 1949 году и седьмым в 1950-м. 10 марта 1951 года он возглавил клуб «Бока Хуниорс». 15 апреля клуб под его руководством провёл первый матч и сыграл вничью с «Ураканом» (2:2). Он руководил «Бокой» два сезона, клуб под его руководством провёл 62 матча, из которых выиграл 22, 21 свёл вничью и 19 проиграл, с разницей мячей 96-77. Затем он тренировал множество других команд. Последними командами Бальдонедо стали «Барракас Сентраль» и «Спортиво Док-Суд», которую он тренировал в 1983 и 1984 годах

## Статистика

### Клубная
| Сезон     | Команда          | Игры | Голы |
| --------- | ---------------- | ---- | ---- |
| 1935      | Уракан           | 11   | 6    |
| 1936      | Уракан           | 26   | 17   |
| 1937      | Уракан           | 32   | 23   |
| 1938      | Уракан           | 29   | 28   |
| 1939      | Уракан           | 34   | 25   |
| 1940      | Уракан           | 32   | 20   |
| 1941      | Уракан           | 17   | 12   |
| 1942      | Уракан           | 30   | 14   |
| 1943      | Уракан           | 21   | 4    |
| 1944      | Уракан           | 22   | 14   |
| 1945      | Ньюэллс Олд Бойз | 5    | 0    |
| 1945/1946 | Монтеррей        | 26   | 20   |
| 1946/1947 | Пуэбла           | 25   | 16   |

### Международная
| Матчи Эмилио Бальдонедо за сборную Аргентины | Матчи Эмилио Бальдонедо за сборную Аргентины | Матчи Эмилио Бальдонедо за сборную Аргентины | Матчи Эмилио Бальдонедо за сборную Аргентины | Матчи Эмилио Бальдонедо за сборную Аргентины | Матчи Эмилио Бальдонедо за сборную Аргентины | Матчи Эмилио Бальдонедо за сборную Аргентины |
| -------------------------------------------- | -------------------------------------------- | -------------------------------------------- | -------------------------------------------- | -------------------------------------------- | -------------------------------------------- | -------------------------------------------- |
| №                                            | Дата                                         | Место проведения                             | Оппонент                                     | Счёт                                         | Голы                                         | Турнир                                       |
| 1                                            | 18 февраля 1940                              | Сан-Паулу                                    | Бразилия                                     | 2:2                                          | 1                                            | Кубок Рока                                   |
| 2                                            | 25 февраля 1940                              | Сан-Паулу                                    | Бразилия                                     | 3:0                                          | 1                                            | Кубок Рока                                   |
| 3                                            | 5 марта 1940                                 | Буэнос-Айрес                                 | Бразилия                                     | 6:1                                          | 1                                            | Кубок Рока                                   |
| 4                                            | 10 марта 1940                                | Буэнос-Айрес                                 | Бразилия                                     | 2:3                                          | 2                                            | Кубок Рока                                   |
| 5                                            | 17 марта 1940                                | Буэнос-Айрес                                 | Бразилия                                     | 5:1                                          | 2                                            | Кубок Рока                                   |
| 6                                            | 18 июля 1940                                 | Монтевидео                                   | Уругвай                                      | 0:3                                          | —                                            | Кубок Эктора Гомеса                          |

## Достижения
- Обладатель Кубка Рока: 1940 (1), 1940 (2)

## В литературе
Бальдонедо упоминается в танго «El sueño del pibe»: «Мамочка, Мамочка, я заработаю деньги! Я буду Бальдонедо, Мартино, Бойе…»

## Статистика
- Профиль на national-football-teams.com
- Профиль на bdfa.com.ar
- Emilio Baldonedo — Goals in Argentina League